# Mehdi Bouhalassa
Pour les articles homonymes, voir Mehdi.
Œuvres principales
- Anne de la Terre

Mehdi Bouhalassa, né le 26 septembre 1973 à Montréal au Québec, est un écrivain de science-fiction québécois.

## Biographie
Né le 26 septembre 1973 à Montréal (Québec), Mehdi Bouhalassa publie une première nouvelle, Fractures, dans les pages de Solaris en 2002. Toujours dans Solaris, il publie trois autres nouvelles les années suivantes, soit en 2003, 2004 et en 2006.
Lauréat (ex æquo) du prix Boréal 2005 pour sa nouvelle Anne de la Terre, il est aussi finaliste deux fois pour le prix Aurora, en 2003 et en 2005.

## Œuvres

### Nouvelles
- Le Fonctionnaire rebelle, Solaris n°160, 2006
- Anne de la Terre, Solaris n°148, 2004
- La Tentation d'Adam, Solaris n°144, 2003
- Fractures, Solaris n°140, 2002

## Prix littéraires
- 2005 : prix Boréal (Prix de la meilleure nouvelle, ex æquo), Anne de la Terre